# Maya Mountains
Maya Mountains är en bergskedja, belägen i Belize och östra Guatemala i Latinamerika. Bergskedjans högsta toppar är Doyle's Delight (1 124 m) och Victoria Peak (1 120 m)